# Colognola ai Colli
Colognola ai Colli (velenceiül Cołonjoła ai Cołi) település Olaszországban, Veneto régióban, Verona megyében. Lakosainak száma 8727 fő (2023. január 1.). Colognola ai Colli Caldiero, Cazzano di Tramigna, Illasi, Lavagno, Soave és Belfiore községekkel határos.

## Népesség
A település népességének változása:
| Lakosok száma | 8631 | 8699 | 8727 |
|               | 2017 | 2018 | 2023 |